# جيم بالارد
جيم بالارد (بالإنجليزية: Jim Ballard)‏ هو لاعب كرة قدم أمريكية ولاعب كرة قدم كندية أمريكي، ولد في 16 أبريل 1972 في كوياهوغا فولز في الولايات المتحدة.